# Themone
Genre
Themone est un genre d'insectes lépidoptères de la famille des Riodinidae et de la sous-famille des Riodininae.
Ils résident en Amérique du Sud.

## Dénomination
Le genre a été nommé par John Obadiah Westwood en 1851.

## Liste des espèces
- Themone pais ( Hübner, [1820]) présent en Guyane, Guyana, au Surinam, au Venezuela, au Brésil et au Pérou.
- Themone poecila Bates, 1868; présent au Brésil.
- Themone pulcherrima (Herrich-Schäffer, [1853])

### Source
- funet